# Premolis semirufa
Premolis semirufa är en fjärilsart som beskrevs av Walker 1856. Premolis semirufa ingår i släktet Premolis och familjen björnspinnare. Inga underarter finns listade i Catalogue of Life.